# Den nya akademiens litteraturpris
Den nya akademiens litteraturpris var ett litteraturpris som inrättades 2018 i samband med att tillkännagivandet att nobelpriset i litteratur inte skulle utdelas 2018. Initiativet togs av Alexandra Pascalidou. Syftet med priset uppgavs vara att säkerställa att ett internationellt litteraturpris delas ut 2018 samt att "påminna om att litteratur ska förknippas med demokrati, öppenhet, empati och respekt". Bakom priset stod den temporära organisationen Den nya akademien. Priset delades ut en gång och Den nya akademien upplöstes i december 2018.

## Utseende av pristagare
Nomineringen inleddes med att Sveriges bibliotekarier inbjöds att nominera författare. Därefter inleddes en internationell omröstning som var öppen för alla för att utse fyra finalister, två kvinnor och två män. En expertjury avgjorde en prismottagare av de fyra finalisterna. Juryn bestod av förlagsredaktören Ann Pålsson, litteraturprofessorn Lisbeth Larsson, kritikern Peter Stenson och bibliotekarien Gunilla Sandén.
Till de fyra slutkandidaterna utsågs Maryse Condé, Neil Gaiman, Haruki Murakami och Kim Thúy. Murakami avböjde att kandidera till priset med motiveringen att han ville koncentrera sig på sitt skrivande.
Den 12 oktober 2018 tillkännagavs att Maryse Condé utsetts till pristagare.

## Reaktioner
Initiativet till priset uppmärksammades internationellt av bland andra The Guardian, The New York Times och The Telegraph. The Guardian:s litteraturredaktör Alison Flood hyllade initiativet för den öppna och demokratiska nomineringsprocessen. I svensk media möttes det däremot av flera negativa och kritiska reaktioner.